# Stallone – A lázadó
A lázadó (eredeti cím: No Place to Hide) egy 1973-as amerikai akciófilm, melyet Robert Allen Schnitzer rendezett, a forgatókönyvet pedig Larry Beinhart, Louis Pastore és Robert Allen Schnitzer írta. A főbb szerepekben Sylvester Stallone és Anthony Page látható.

## Szereplők
- Sylvester Stallone – Jerry Savage
- Anthony Page – Tommy Trafler
- Rebecca Grimes – Laurie Fisher
- Vickie Lancaster – Estelle Ferguson
- Dennis Tate – Ray Brown
- Barbara Lee Govan – Marlena St.James
- Roy White – William Decker
- Henry G.Sanders – James Henderson
- Jed Mills – Chuck Bradley
- David Orange – Richard Scott
- Joe Kottler – WarehouseAttendant
- Linda Adana – tánctanár
- Florence Warren – Decker titkárnője

## Cselekmény
A hatvanas években New Yorkban politikailag elkötelezett fiatalok robbantást szeretnének végrehajtani egy olyan cég irodájában, amely közép-amerikai diktátorokkal köt üzletet. Mikor azonban felveszik a kapcsolatot egy ismert bombaszakértő terroristával, az FBI is beszáll a játszmába.